# Kikkuli
Kikkuli (fl. XIV secolo a.C.) è l'autore del più antico trattato di addestramento equestre.
Maestro di cavalli di origine mitannica (1350 a.C.), fu assoldato da Šuppiluliuma I, re degli Ittiti con l'incarico di formare un forte reparto di cavalli per carri da guerra. Grazie ai suoi metodi di addestramento straordinariamente efficaci, la cavalleria ittita acquisì rapidamente una netta supremazia nell'area medio-orientale.
Nel 1917 furono ritrovate sei tavolette (circa mille righe) scritte in caratteri cuneiformi. Il ritrovamento avvenne nella capitale ittita di Hattuša, vicino all'odierno villaggio turco noto un tempo come Boğazköy ed ora chiamato Boğazkale. Queste tavolette costituiscono il primo trattato equestre a noi pervenuto; l'opera è nota con il nome Kikkuli-text (CTH 284). Dedicata soprattutto all'allenamento del cavallo, l'opera è stata tradotta dall'australiana Ann Nyland, studiosa di lingue antiche e appassionata di equitazione. Ann Nyland ha anche attuato il cosiddetto Kikkuli experiment, addestrando 10 cavalli da endurance secondo gli insegnamenti di Kikkuli.